# Гордон, Александр Гарриевич
Алекса́ндр Га́рриевич Гордо́н (род. 20 февраля 1964, Обнинск, Калужская область) — российский радио- и телеведущий, киноактёр, кинорежиссёр. Бывший руководитель Мастерской факультета журналистики Московского института телевидения и радиовещания «Останкино» (МИТРО). Известен как создатель и постоянный ведущий телепрограмм, в разное время выходивших на М1, ТВ-6, НТВ и ОРТ/«Первом канале».
Помимо телевизионной карьеры, в качестве кинорежиссёра снял несколько полнометражных художественных фильмов, почти все из которых («Пастух своих коров», «Огни притона») были основаны на произведениях его отца Гарри Гордона.

## Биография
Родился 20 февраля 1964 года в Обнинске в семье поэта и художника Гарри Борисовича Гордона и медработницы Антонины Дмитриевны Стриги (ныне — Чинина). Отец — этнический еврей, мать — русская, семья светская.
До трёх лет вместе с семьёй проживал в посёлке Белоусово Калужской области, затем переехал с родителями в Москву, в район завода «ЗИЛ». Там Гордоны жили менее года, после чего переехали в Чертаново, на улицу Днепропетровскую. В момент отъезда семьи Гордон в США в 1989 году приватизация в СССР только ещё набирала обороты, так что их квартира на Днепропетровской отошла государству, о чём Александр до сих пор сожалеет.
Практически сразу же после рождения сына Гарри Гордон оставил его с матерью и бабушкой. Когда мальчику исполнилось четыре года, его мать познакомилась с Николаем Чининым, который позже, женившись на Антонине Дмитриевне, заменил ему отца. Чинин, как позже говорил Гордон, «был настоящим русским богатырём» и оказывал посильное влияние на его воспитание. Мать трудилась на трёх работах, поэтому за Сашей чаще присматривала бабушка.
В детстве хотел стать следователем или театральным режиссёром. В пятилетнем возрасте Гордон уже обладал собственным кукольным театром, на представления которого собирался весь многочисленный двор. Отдельным увлечением Александра Гордона был хоккей на асфальте. В школьном возрасте Гордон решил пошутить и расклеил в своём районе объявления о продаже вертолёта, однако был впоследствии вычислен правоохранительными органами, которые шутку не поняли и пригласили его к себе для профилактической беседы.
В 1987 году окончил актёрское отделение Театрального училища имени Б. Щукина (курс Е. Р. Симонова). Вместе с Александром Гордоном учились Елена Дробышева и Никита Джигурда. После окончания училища год работал в Театре-студии имени Рубена Симонова. Также преподавал актёрское мастерство в детском кружке.
В 1989 году с женой и дочерью эмигрировал в США, где перепробовал несколько работ. С 1990 года — режиссёр, диктор в телекомпании RTN (Russian Television Network of America). С 1992 года — старший корреспондент на телеканале WMNB. В 1993 году создал компанию «Wostok Entertainment». В 1997 году вернулся в Россию. При этом остаётся гражданином США.

## Профессиональная карьера
- С 1994 года по апрель 1997 года — автор и ведущий публицистической программы «Нью-Йорк, Нью-Йорк», которая выходила на ТВ-6[8].
- С 1997 года — корреспондент публицистической программы Игоря Воеводина «Частный случай». С марта по декабрь 1997 — автор и ведущий этой программы.
- С 1997 года начал вести на радиостанции «Серебряный дождь» программу «Хмурое утро», которая с 15 января 2001 по 4 марта 2002 года выходила также и на телеканале «М1»[9][10].
- В период с 1998 по 2000 год — автор и ведущий публицистического телевизионного проекта «Собрание заблуждений»[11] (серия документально-художественных фильмов в жанре исторического расследования), а также соведущий (в паре с Владимиром Соловьёвым)[12] общественно-политического ток-шоу «Процесс», выходившего на ОРТ с 1999 по 2001 год[13][14].
- Ведущий программы «Гордон Жуан» (ОРТ, 2000 год). Было снято 2 выпуска, но по причине недофинансирования проект так в эфир и не вышел. Премьера планировалась на апрель 2000 года.
- С 2001 по 2004 год на НТВ вёл «научно-развлекательную», по собственному определению, программу «Гордон»[15][16].
- В 2003—2004 годах работал над собственным документальным проектом «Дураки и дороги» для телеканала НТВ, который, по задумке, должен был быть посвящён проблемам дорожного движения в России[17]. Было отснято 17 часов материала[18]. По поводу дальнейшей судьбы программы Гордон впоследствии вёл переговоры с тогдашним руководителем Дирекции документального кино Савиком Шустером[16].
- С сентября 2004 по июль 2005 года — ведущий программы «Стресс» на НТВ[19].
- Осенью 2005 года переходит с НТВ обратно на «Первый канал»[20]. С начала октября 2005 по май 2006 года — ведущий телевизионной передачи «Гордон 2030»[21].
- С 2006 года до осени 2007 года снова вёл передачу «Хмурое утро. Десять лет спустя» на радио «Серебряный дождь».
- С 2007 по 2013, в 2021 году и с 2024 года ведёт на «Первом канале» ток-шоу «Закрытый показ»[22], где деятели кино и телевидения обсуждают новое российское кино[23][24] («программа для широкой и глубокой аудитории», по собственному определению Гордона).
- С 2008 года до осени 2009 года — ведущий программы «Гордон Жуан» на радиостанции «Серебряный дождь».
- С 2008 по 2010 год — ведущий программы «Гордон Кихот» на «Первом канале»[25].
- В 2009 году — ведущий программы «Гордон в засаде» телеканала «Охота и рыбалка»[26].
- В 2009 году — цикл из 11 научно-популярных бесед с участием семейного психолога О. И. Троицкой — «Долго и счастливо: всё о мужчине, женщине и семье» (издательство «Дрофа»).
- С 2009 по 2010 год — ведущий программы «Наука о душе» телеканала «Психология 21»[27].
- С 2010 по 2012 год — преподаватель Московского института телевидения и радиовещания «Останкино».
- 29 января 2012 года на «Первом канале» состоялась премьера приуроченной к президентским выборам[28] новой публицистической программы (ток-шоу) «Гражданин Гордон»[29][30], которая шла до июня 2012 года.
- С 11 апреля 2013 по 15 июня 2016 года вёл ночное ток-шоу «Политика» на «Первом канале» в паре с Петром Толстым[31][32].
- С 6 сентября по 11 октября 2013 года вёл ток-шоу «За и против» на «Первом канале» вместе с Екатериной Стриженовой[33][34].
- С 25 ноября 2013 по 11 июля 2014 года — соведущий проекта о взаимоотношениях между мужчиной и женщиной «Они и мы» на «Первом канале»[35][36][37].
- C 29 сентября 2014 года — соведущий телепроекта «Мужское / Женское» (в паре с Юлией Барановской)[38][39][40].
- 16 сентября 2016 года спел в проекте «Голос»[41].
- С 13 февраля 2020 по 16 февраля 2022 года — ведущий телевизионного шоу «Док-Ток» (поочерёдно с Ксенией Собчак)[42][43].
- С 17 мая по 23 ноября 2022 года — ведущий рубрики «Время вспомнить» в рамках «Информационного канала».

### Общественная деятельность
20 апреля 1998 года организовал Партию общественного цинизма (ПОЦ) и заявил о своём намерении баллотироваться на пост президента России в 2000 году. В партии состояло больше трёх тысяч членов, Гордон пожизненно является её генеральным секретарём.
Александр Гордон являлся идеологом и инициатором создания Межрегионального общественного движения «Образ Будущего», которое было учреждено в октябре 2005 года при содействии Владислава Суркова. К 2009 году организация прекратила свою деятельность.

## Личная жизнь
- Первая жена — журналистка, писательница и переводчица Мария Бердникова, в 1988 году родилась дочь Анна. Развелись после 8 лет брака[48].
- В течение семи лет жил в незарегистрированном браке с актрисой Наной Кикнадзе[48].
- С 2000 по 2006 год был женат на Екатерине Гордон[49].
- В декабре 2011 года женился на студентке журналистского факультета Московского института телевидения и радиовещания «Останкино» Нине Тригориной[48].
- В мае 2012 года у Гордона родилась дочь Александра от романа с журналисткой Еленой Пашковой[48].
- В 2014 году женился в четвёртый раз на Нозанин Абдулвасиевой, когда ей было 20 лет. В браке родились двое сыновей — Александр и Фёдор. Развелись 4 августа 2020 года[50].
- В 2022 году обвенчался с 20-летней студенткой арфисткой Софией Каландадзе.

### Взгляды
Называет себя «средним» кинорежиссёром. В интервью Юрию Дудю заявил, что «Дядя Саша» (2018 год) — это его последний фильм, и он завершает свою карьеру кинорежиссёра. По его мнению, «Кино не искусство, потому что стареет».
Любимыми фильмами Александр Гордон называет «Дети райка» Марселя Карне и «Не горюй!» Георгия Данелии. «После того как я пятый, десятый, неважно какой раз посмотрю один из этих фильмов, я становлюсь лучше, чище».
Атеист. Считает себя мизантропом. Выражал сомнения в существовании ВИЧ.

## Конфликты
17 июня 2014 года в эфире «Первого канала» в рамках программы «Политика» Гордон привёл высказывание Джен Псаки: якобы она отказалась признавать наличие украинских беженцев в Ростовской области, а на уточняющий вопрос корреспондента Associated Press Мэтта Ли о том, кто прибывает с территории Украины, ответила: «Это просто туристы. Например, говорят, в ростовских горах (на самом деле Псаки этого не произносила) прекрасный лечебный горный воздух». В пятницу, 20 июня, корреспондент Slon.ru связался с Мэттом Ли, который рассказал, что такого диалога между ним и пресс-секретарём Госдепа ни на одном из брифингов не было, и он никогда не обсуждал с Псаки ни беженцев, ни особенности ландшафта в Ростовской области. Приписываемая цитата также отсутствует в расшифровках ежедневных брифингов, которые публикуются на сайте Государственного департамента. Вымысел, рассказанный Гордоном, в дальнейшем распространили как государственные российские СМИ («Российская газета» и «Россия-24»), так и другие онлайн-ресурсы. В пресс-службе «Первого канала» изданию «Slon» пообещали предоставить официальный комментарий, когда «разберутся в ситуации».

### Судебные разбирательства
Против Александра Гордона состоялись 3 судебных процесса. В ходе одного из них 4 июля 2003 года Черёмушкинский межмуниципальный суд Москвы удовлетворил иск Григория Явлинского к Александру Гордону и телеканалу М1 о защите чести, достоинства и деловой репутации. Суд признал, в частности, не соответствующими действительности утверждения Гордона о том, что деятельность Явлинского является одной из причин того, что Советский Союз перестал существовать, о том, что избирательная кампания кандидата в президенты России Григория Явлинского финансировалась из США, и о том, что Явлинский — «мздоимец», и обязал Гордона выступить в эфире телеканала М1 с опровержением распространённых им сведений, а также выплатить 15 тысяч рублей в качестве компенсации морального ущерба.

## Фильмография

### Актёрские работы
- 1988 — Красные слоны (короткометражка) — Джон Леннон
- 2007 — Ночные посетители — Вадим, нынешний муж, олигарх
- 2011 — Generation П — Владимир Ханин
- 2011 — Кастинг для злодея — банкир
- 2011 — Судьба на выбор[60] — Демон (Тёмный Хранитель)
- 2012 — После школы — Джалиль Рафаилович Фатхинуров, учитель английского языка[61]
- 2013 — Кукушечка — Александр Александрович Жуков
- 2013 — Умник — Роман Андреевич Страхов, писатель
- 2014 — Физрук — Виктор Николаевич Мамаев («Мамай»), предприниматель, бывший криминальный авторитет
- 2015 — Наследники — камео
- 2018 — Дядя Саша — режиссёр
- 2019 — Хандра — гинеколог

Снялся в нескольких рекламах к фильмам каркасных домов ГК «Наносфера».

### Режиссёрские работы
- 2002 — Пастух своих коров (по книге Гарри Гордона)
- 2009 — ЛДПР. 20 лет лицом к России
- 2011 — Огни притона (по книге Гарри Гордона)
- 2013 — Метель — снял свою фамилию с титров[63]. Фильм был показан на фестивале «Окно в Европу»[64], выход в прокат не планировался[65].
- 2018 — Дядя Саша

### Озвучивание
- 2009 — Сумасшедшая помощь — голос диктора
- 2011 — Кукарача 3D — Ботан

## Награды и премии
- 2006 — Литературная премия имени Александра Беляева в номинации «Специальная премия Жюри» за серию книг «Диалоги».
- 2007 — ТЭФИ в номинации «Ток-шоу» (программа «Закрытый показ»)[66].
- 2008 — ТЭФИ в номинациях «Лучший ведущий ток-шоу» и «Ток-шоу» (программа «Закрытый показ»)[66].
- 2010 — ТЭФИ в номинации «Ведущий ток-шоу» (программа «Гордон Кихот»)[67][66].
- 2011 — ТЭФИ в номинации «Ведущий ток-шоу» (программа «Закрытый показ»)[66].
- 2011 — кинофестиваль «Меридианы Тихого» во Владивостоке — приз зрительских симпатий (фильм «Огни притона»)[68].

### Интервью
- «Я думаю, сегодня Америка в муках выбирает своего последнего президента» (журнал Огонёк, № 46, 11 декабря 2000 года)
- Телевидение — низкий жанр (радио «Эхо Москвы», 17 декабря 2000 года)
- Бесовщина телевидения («Независимая газета», 21 февраля 2003)
- Гордон расколол Достоевского («Известия», 04 марта 2004)
- Александр Гордон: «Нашей свободе слова грош цена» («Новые известия», 25 марта 2004)
- Телевидение не может заставить людей быть добрее («Независимая газета», 10 сентября 2004)
- Испытайте шок с Александром Гордоном («Российская газета», 1 октября 2004)
- Александр Гордон: Я, когда выпью, всё время пою («Комсомольская правда», 28 октября 2004)
- Телеведущий Александр Гордон: «Я пытался скрестить ужа и ежа» («Новые известия», 30 сентября 2005)
- Школа злословия с участием Александра Гордона
- Видеозапись беседы Александра Гордона со студентами МГУ
- О Ходорковском, Бахминой и Эхе Москвы
- Телециничный Гордон Интервью Александра Гордона
- Интервью Александра Гордона программе «Рождённые СССР» 2010 год
- Гордон – от «Закрытого показа» до «Мужское/Женское» (Youtube-канал «вДудь» — Юрия Дудя; 3 августа 2021)

### О проектах А. Гордона
- «Бесы» лезут в телевизор — обзор критической прессы о театральном спектакле А. Гордона «Одержимые».
- Ирина Петровская. Подопытные люди. Известия. Дата обращения: 13 марта 2010. Архивировано из оригинала 5 декабря 2004 года. — о ток-шоу «Стресс».